# Fòrum Nacional de la Joventut d'Andorra
El Fòrum Nacional de la Joventut d'Andorra o FNJA és una entitat nacional andorrana de dret públic, amb personalitat jurídica pròpia, autònoma i amb plena capacitat per complir les seves finalitats, regulada mitjançant la Llei 23/2022, del 9 de juny, del Fòrum Nacional de la Joventut d'Andorra.
El seu propòsit és fer arribar la veu de la gent jove del Principat d’Andorra a les institucions locals i nacionals i als organismes internacionals, defensant els seus drets, oportunitats i interessos i participant en la construcció de les polítiques públiques.

## Objectius
La Llei 23/2022, del 9 de juny, del Fòrum Nacional de la Joventut d'Andorra inclou un seguit d'objectius que perfilen el marc d'acció del Fòrum Nacional de la Joventut d'Andorra.
Els objectius i funcions, deriven directament de la llei anteriorment esmentada, perfilen el marc d'acció del Fòrum Nacional de la Joventut d'Andorra:
- Fomentar oportunitats per a les persones joves per participar de la vida política, social, econòmica i cultural del Principat d’Andorra i assolir condicions igualitàries en aquests àmbits.

- Fomentar en les persones joves l’associacionisme juvenil a fi que s'organitzin per donar solucions compartides a les qüestions que les afecten, donant suport i eines a les associacions i grups juvenils.

- Promoure informes i estudis, per iniciativa pròpia, sobre inquietuds i matèries relacionades amb la joventut.

- Participar en els òrgans consultius de l’Administració pública, d’acord amb la legislació vigent.

- Esdevenir un interlocutor entre les institucions públiques i la gent jove, les associacions i altres organitzacions juvenils en les matèries que els són pròpies.

- Fomentar les relacions, la comunicació i la cooperació amb altres organitzacions juvenils internacionals.

- Representar la joventut del Principat d’Andorra en tots els òrgans de trobada, nacionals i internacionals, de joventut.

- Procurar la integració de la visió de la joventut andorrana a les institucions públiques nacionals i internacionals.

- Promoure projectes i accions dirigits a capacitar les persones joves i les institucions en l’àmbit de la participació.

- Totes aquelles altres funcions que siguin necessàries per a la consecució del propòsit del Fòrum Nacional de la Joventut d'Andorra.

## Òrgans de govern i funcionament
Els òrgans que integren el Fòrum Nacional de la Joventut d'Andorra són:
- L’Assemblea Jove és l’òrgan sobirà del Fòrum Nacional de la Joventut d'Andorra i està formada per totes les persones joves del Principat d’Andorra, amb edats compreses entre els 15 i els 35 anys, ambdues incloses. L'Assemblea Joves es reuneix almenys un cop a l'any i és on es decideix el marc d'actuació del Fòrum Nacional de la Joventut d'Andorra, a través de la aprovació del pla estratègic.

- La Taula Permanent és la junta administrativa encarregada de dirigir la gestió del Fòrum Nacional de la Joventut d'Andorra i executar els acords presos per l'Assemblea Jove, d'acord amb les directrius de l'Assemblea Jove. Està formada per un mínim de quatre i un màxim de sis joves per un període de quatre anys. Els membres de la Taula Permanent elegeixen, entre els seus membres, la Presidència i, si escau, la Vicepresidència, la Secretaria i, si cal, la Vicesecretaria, la Tresoreria i els vocals.

- Les Comissions de treball són els òrgans per mitjà dels quals el Fòrum Nacional de la Joventut d'Andorra desplega el pla estratègic. Tenen dret a inscriure’s i a participar tot els joves membres que formen part del Fòrum Nacional de la Joventut d'Andorra. Les comissions de treball tenen una persona delegada, elegida entre els seus membres i és la persona interlocutora amb la Taula Permanent.

- La Direcció i el Cos Tècnic donen suport per aconseguir els objectius aprovats per l'Assemblea Jove en el Pla estratègic, amb un domini de la teoria i l'experiència en matèria de joventut, participació i polítiques públiques.

## Govern del FNJA
Arran l'aprovació de la Llei 39/2014, de l'11 de desembre, del Fòrum Nacional de la Joventut d'Andorra, la primera Assemblea dels Joves tingué lloc el 24 d'abril del 2015 al Centre de Congressos d'Andorra la Vella i escollí la seva primera Taula Permanent. D'ençà, vuit Taules Permanents han dirigit les activitats del Fòrum Nacional de la Joventut d'Andorra.

### Primera Taula Permanent (abril 2015 - setembre 2016)[2]
- President João Lima Pereira
- Vicepresidenta Margot Aleix Mata
- Secretari Adrià Espineta Arias
- Tresorer João de Melo Barros Queirós
- Vocal Roger Padreny Carmona
- Vocal Laura Solsona Casal

### Segona Taula Permanent (setembre 2016 - març 2017)[3]
- President Roger Padreny Carmona
- Vicepresidenta Laura Solsona Casal
- Secretari Adrià Espineta Arias
- Tresorer Jordi Ribes Marsal
- Vocal João Lima Pereira
- Vocal João de Melo Barros Queirós

### Tercera Taula Permanent (març 2017 - abril 2017)[4]
- President Adrià Espineta Arias
- Secretari Guillem Fiñana Garrallà
- Tresorer Younes Raguig El Moussaoui
- Vocal Tomas Gonzalez Martinez
- Vocal Helena Prieto Sanz
- Vocal João de Melo Barros Queirós

### Quarta Taula Permanent (abril 2017 - gener 2018)[5]
- President Adrià Espineta Arias
- Secretari Helena Prieto Sanz
- Tresorer Guillem Fiñana Garrallà
- Vocal Tomas Gonzalez Martinez
- Vocal João de Melo Barros Queirós
- Vocal Laura Servera Sires

### Cinquena Taula Permanent (febrer 2018 - març 2018)[6]
- President Oriol Servera Sirés
- Secretari Yzan Cachafeiro Monné
- Tresorer Joan Toribio Aguareles
- Vocal Michael Palomo Djedda
- Vocal Jordi Ribes Marsal
- Vocal Alejandro Corrales Molero

### Sisena Taula Permanent (març 2018 - febrer 2020)[7]
- President Oriol Servera Sirés
- Secretari Yzan Cachafeiro Monné
- Tresorer Joan Toribio Aguareles
- Vocal Michael Palomo Djedda
- Vocal Lara Barajas de Araújo
- Vocal Alejandro Corrales Molero

### Setena Taula Permanent (febrer 2020 - agost 2022)[8]
- President Joan Toribio Aguareles
- Secretari Pol Castillo Torres
- Tresorer Mario Giménez Utrilla
- Vocal Oriol Servera Sirés
- Vocal Alejandro Corrales Molero
- Vocal Jorge Romero Castañeda

### Vuitena Taula Permanent (agost 2022 - desembre 2022)[9]
- President Joan Toribio Aguareles
- Vicepresidenta Maria Vilariño Pubill
- Secretari Miquel Castillo Torres
- Vicesecretari Jorge Romero Castañeda
- Tresorer Pol Castillo Torres
- Vocal Alejandro Luque Puertas

### Novena Taula Permanent (desembre 2022 - març 2023)[10]
- President Joan Toribio Aguareles
- Secretari Miquel Castillo Torres
- Vicesecretari Jorge Romero Castañeda
- Tresorer Pol Castillo Torres
- Vocal Alejandro Luque Puertas

### Desena Taula Permanent (març 2023 - desembre 2023)[11]
- Presidència Cezara Corduneanu
- Vicepresidència Jessica Novais Faria
- Tresoreria Joan Jiménez Martínez
- Secretaria Rodrigo Villafuerte Leiva
- Vicesecretaria Adrià Tappi González

### Onzena Taula Permanent (desembre 2023 - març 2024)[12]
- Presidència Cezara Corduneanu
- Vicepresidència Jessica Novais Faria
- Tresoreria Joan Jiménez Martínez
- Secretaria Adrià Tappi González

### Dotzena Taula Permanent (març 2024 - març 2025)[13]
- Presidència Lisa Cruz Lackner
- Vicepresidència Isabella Vargas González
- Tresoreria Jessica Novais Faria
- Secretaria Guillem Tadeo Balaguer
- Vicesecretaria Adrià Tappi González
- Vocal  Joan Jiménez Martínez